# لوخ آرد (کشتی)
لوخ آرد (کشتی) (به انگلیسی: Loch Ard (ship)) یک کشتی بود که طول آن 263 ft. بود. این کشتی در سال ۱۸۷۸ ساخته شد.